# Light of Day, Day of Darkness
Light of Day, Day of Darkness es el segundo álbum de estudio de la banda noruega de metal progresivo Green Carnation, publicado el 8 de enero de 2002 por The End Records. Este álbum consta de una única canción de una hora de duración, compuesta enteramente por el líder de la banda, Tchort, inspirándose en el nacimiento de su hijo. A diferencia del resto de publicaciones de la banda, Light of Day, Day of Darkness es un álbum enteramente de metal progresivo, si bien presenta algunas voces guturales y blast beats, propios del death metal.

## Lista de canciones
1. "Light of Day, Day of Darkness" − 60:06

## Créditos
- Tchort (Terje Vik Schei) − guitarra acústica, guitarra eléctrica
- Bjørn Harstad − guitarra líder, slide guitar, ebow
- Stein Roger Sordal − bajo
- Anders Kobro − batería
- Kjetil Nordhus − voz

### Músicos invitados
- Endre Kirkesola − órgano Hammond, sitar, sintetizador, instrumentos de cuerda, arreglos de voz
- Bernt A. Moen − arreglos de cuerda
- Arvid Thorsen − saxofón
- Synne Soprana − voces femeninas
- Roger Rasmussen − gritos
- Damien Aleksander − voces infantiles
- Jan Kenneth T. − voces masculinas

- Datos: Q3076105